# Polyodaspis amabilis
Polyodaspis amabilis är en tvåvingeart som först beskrevs av Becker 1916.  Polyodaspis amabilis ingår i släktet Polyodaspis och familjen fritflugor. Inga underarter finns listade i Catalogue of Life.